# Miletus mallus
Miletus mallus är en fjärilsart som beskrevs av Hans Fruhstorfer 1913. Miletus mallus ingår i släktet Miletus och familjen juvelvingar. Inga underarter finns listade i Catalogue of Life.